# Кристиан Ансалди
Кристиан Даниел Ансалди (на испански: Cristian Daniel Ansaldi) е аржентински футболист, защитник, който играе за Торино под наем от Интер.

## Кариера

### Ранна
Ансалди започва професионалната си кариера през 2005 г. и бързо напредва като титулярен играч в първия отбор на Нюелс Олд Бойс. През януари 2008 г. е продаден на Рубин Казан, с когото печели руската Премиер Лига през 2008 и 2009 г. Преминава в Зенит Санкт Петербург през 2013 г.
На 1 август 2014 г. е даден под наем на Атлетико Мадрид за предстоящия сезон на Ла лига.

### Дженоа
Ансалди е преотстъпен в Дженоа за сезон 2015/16, а договорът включва опция за закупуване.
На 22 юни 2016 г. той се съгласява на договор с Интер Милано, като предполага, че Дженоа ще задейства опцията за закупуване и ще го продаде на Интер. Те обаче не плащат на Зенит до крайния срок - 30 юни 2016 г., а правата на играча са в Зенит, тъй като неговият договор е валиден до лятото на 2017 г. Въпреки това, Ансалди играе за Интер срещу Ватенс на 9 юли 2016 г. в контролен мач. Той е включен в турнето преди сезона в САЩ. На 29 юли е обявено от руския клуб, че са финализирали сделката за трансфер с Дженоа.

### Интер
На 30 юли Ансалди се присъединява към Интер, а Диего Лаксалт отива в посока Генуа. Той претърпява травма на връзките малко след трансфера, което го изкарва от игра в продължение на няколко седмици. Ансалди играе първия си мач за Интер на 29 септември 2016 при загубата с 1:3 срещу Спарта Прага в Лига Европа. Ансалди записва 26 участия, като 21 от тях са в Серия А.

### Торино
На 31 август 2017 г. Ансалди преминава в Торино под наем за 2 години, като споразумението включва задължително закупуване.

## Отличия
Рубин Казан
- Руска Премиер лига: 2008, 2009
- Суперкупа на Русия: 2010, 2012
- Купа на Русия: 2012

Атлетико Мадрид
- Суперкопа де Еспаня: 2014

Зенит Санкт Петербург
- Суперкупа на Русия: 2015